# NFL sezona 1964.
NFL sezona 1964. je 45. po redu sezona nacionalne lige američkog nogometa. 
Sezona je počela 12. rujna 1964. Utakmica za naslov prvaka NFL lige odigrana je 27. prosinca 1964. u Clevelandu u Ohiju na Cleveland Municipal Stadiumu. U njoj su se sastali pobjednici istočne konferencije Cleveland Brownsi i pobjednici zapadne konferencije Baltimore Coltsi. Pobijedili su Brownsi rezultatom 27:0 i osvojili svoj četvrti naslov prvaka NFL-a. U utakmici za treće mjesto (Playoff Bowlu) St. Louis Cardinalsi su pobijedili Green Bay Packerse 24:17.

## Poredak po divizijama na kraju regularnog dijela sezone
| Istočna konferencija |     |     |     |      |     |     |
| Momčad               | Pob | Por | Ner | %    | P+  | P-  |
| Cleveland Browns*    | 10  | 3   | 1   | 76,9 | 415 | 293 |
| St. Louis Cardinals  | 9   | 3   | 2   | 75,0 | 357 | 331 |
| Philadelphia Eagles  | 6   | 8   | 0   | 42,9 | 312 | 313 |
| Washington Redskins  | 6   | 8   | 0   | 42,9 | 307 | 305 |
| Dallas Cowboys       | 5   | 8   | 1   | 38,5 | 250 | 289 |
| Pittsburgh Steelers  | 5   | 9   | 0   | 35,7 | 253 | 315 |
| New York Giants      | 2   | 10  | 2   | 16,7 | 241 | 399 |

| Zapadna konferencija |     |     |     |      |     |     |
| Momčad               | Pob | Por | Ner | %    | P+  | P-  |
| Baltimore Colts*     | 12  | 2   | 0   | 85,7 | 428 | 225 |
| Green Bay Packers    | 8   | 5   | 1   | 61,5 | 342 | 245 |
| Minnesota Vikings    | 8   | 5   | 1   | 61,5 | 355 | 296 |
| Detroit Lions        | 7   | 5   | 2   | 58,3 | 280 | 260 |
| Los Angeles Rams     | 5   | 7   | 2   | 41,7 | 283 | 339 |
| Chicago Bears        | 5   | 9   | 0   | 35,7 | 260 | 379 |
| San Francisco 49ers  | 4   | 10  | 0   | 28,6 | 236 | 330 |

Napomena: * - pobjednici konferencije, % - postotak pobjeda, P± - postignuti/primljeni poeni

## Doigravanje

### Prvenstvena utakmica NFL-a
- 27. prosinca 1964. Cleveland Browns - Baltimore Colts 27:0

### Playoff Bowl
- 9. siječnja 1965. St. Louis Cardinals - Green Bay Packers 24:17

## Nagrade za sezonu 1964.
- Najkorisniji igrač (MVP) - Johnny Unitas, quarterback, Baltimore Colts
- Trener godine - Don Shula, Baltimore Colts

## Statistika

### Statistika po igračima

#### U napadu
- Najviše jarda dodavanja: Charley Johnson, St. Louis Cardinals - 3045
- Najviše jarda probijanja: Jim Brown, Cleveland Browns - 1446
- Najviše uhvaćenih jarda dodavanja: Johnny Morris, Chicago Bears - 1200

#### U obrani
- Najviše presječenih lopti: Paul Krause, Washington Redskins - 12

### Statistika po momčadima

#### U napadu
- Najviše postignutih poena: Baltimore Colts - 428 (30,6 po utakmici)
- Najviše ukupno osvojenih jarda: Baltimore Colts - 341,4 po utakmici
- Najviše jarda osvojenih dodavanjem: Chicago Bears - 202,9 po utakmici
- Najviše jarda osvojenih probijanjem: Green Bay Packers - 162,6 po utakmici

#### U obrani
- Najmanje primljenih poena: Baltimore Colts - 225 (16,1 po utakmici)
- Najmanje ukupno izgubljenih jarda: Green Bay Packers - 227,1 po utakmici
- Najmanje jarda izgubljenih dodavanjem: Green Bay Packers - 117,6 po utakmici
- Najmanje jarda izgubljenih probijanjem: Los Angeles Rams - 107,2 po utakmici

## Vanjske poveznice
- Pro-Football-Reference.com, statistika sezone 1964. u NFL-u
- NFL.com, sezona 1964.